# Ruediger Schache
Ruediger Schache (* 3. Oktober 1963 in Starnberg) ist ein deutscher Autor und Coach.

## Leben
Ruediger Schache studierte Betriebswirtschaft und Wirtschaftspsychologie an der Universität München und arbeitete elf Jahre als Leiter für Werbung und Öffentlichkeitsarbeit in einem mittelständischen Industrieunternehmen.
Nach Reisen durch Asien und Mexiko zog Schache nach Brasilien, wo er zwei Jahre in einem „Heilungszentrum“ lebte. Als er nach Deutschland zurückkehrte, begann er dann Seminare zu geben. Nachdem Ruediger Schache unter dem Pseudonym „Richard Wilder“ von 1994 bis 2006 mehrere Romane geschrieben hatte, begann er mit dem Jahr 2008 Sachbuch- und Ratgeber-Titel zu Lebenshilfefragen und esoterischen Themen zu veröffentlichen. Seine Seminare, Vorträge und Beratungen hält er häufig gemeinsam mit seiner Frau Nicole Diana Engelhardt ab, die ebenfalls Coach und Beraterin ist. Das Paar lebt am Starnberger See.

## Veröffentlichungen

### Sachbücher
- Das Geheimnis des Herzmagneten. Nymphenburger, München 2008, ISBN 978-3-485-01149-5.
- Die 7 Schleier vor der Wahrheit. Nymphenburger, München 2009, ISBN 978-3-485-01182-2.
- Der geheime Plan Ihres Lebens : woher, wohin, warum? Goldmann, München 2009, ISBN 978-3-442-33854-2.
- Das Gott-Geheimnis: die Reise Ihrer Seele durch die Schöpfung. Goldmann, München 2009, ISBN 978-3-442-33883-2.
- Der Herz-Berater. Nymphenburger, München 2011, ISBN 978-3-485-01336-9.
- Die Antwort. Ansata, München 2012, ISBN 978-3-7787-7458-8.
- ja! und der innere Schalter zum höchsten Glück. Nymphenburger, München 2012, ISBN 978-3-485-01391-8.
- Das Geheimnis meines Spiegelpartners. Die Beziehung als Weg zur inneren Befreiung. Ansata, München 2013, ISBN 978-3-7787-7459-5.

### Romane, zum Teil unter dem PseudonymRichard Wilder
- Ruediger Schache: Das Sydney-System. Schneekluth, München 1994, ISBN 3-7951-1359-8.
- Richard Wilder: Der Präsident und sein Engel. Moers, Brendow 2005, ISBN 3-86506-061-7.
- Richard Wilder: Der Traumwanderer: Eddie Kramer und die Suche nach dem Buch der Träume. Via Nova, Petersberg 2005, ISBN 3-86616-003-8.
- Richard Wilder: Meine wilden Jahre: Memoiren des Engels 002. Via Nova, Petersberg 2006, ISBN 978-3-86616-035-4.
- Ruediger Schache: Spätestens in Sweetwater. Nymphenburger, München 2012, ISBN 978-3-485-01368-0.